# Милан Обренович
Милан I Обренович (на сръбски: Милан Обреновић) е сръбски княз (1868 – 1882) и по-късно крал (1882 – 1889).

## Произход и ранни години
Милан Обренович е син на Милош Евремович и Мария Елена Катарджи. Баща му е племенник на сръбския княз Милош Обренович. Майка му е от изтъкнат молдовски род. През 1861 година, когато Милош Евремович умира, грижите за 7-годишния Милан са поети от тогавашния сръбски княз Михаил Обренович. Момчето е изпратено в Париж. Убийството на княза през 1868 година го заварва като ученик в Лицея „Луи Велики“. Като престолонаследник, Милан отпътува за Белград, за да се възкачи на престола.

## Управление

### Начало на управлението (1868 – 1875)
От 1868 до 1872 година, когато Милан навършва 18 години, Сърбия е управлявана от регентство начело с Миливое Блазнавац и Йован Ристич. През 1869 година регентите прокарват конституция, с която орязват правомощията на княза, принуждавайки го да дели законодателната власт с парламента. Недоволен от ограниченията, след като навършва пълнолетие княз Милан полага последователни и успешни усилия да привърже офицерския корпус към себе си и да превърне армията в опора на властта. Опитва се да управлява с помощта на консерваторите, които също са несъгласни с новата конституция. Нейните привърженици (либералите) обаче държат мнозинството в Скупщината и предизвикват падането на правителствата на Йован Маринович през ноември 1874 и Ачим Чумич през януари 1875 година. През 1875 Милан разпуска непослушния парламент, но изборите през август същата година са спечелени отново от либералите. Въпреки разногласията по отношение на конституцията и Херцеговинското въстание (либералите агитират за подкрепа на сръбските въстаници в Османската империя, докато князът се опасява от конфликт с империята), Милан е принуден да даде властта на водача им Стевча Михайлович.
През октомври 1875 година княз Милан се жени за Наталия Кешко, дъщеря на молдовски болярин на руска служба.

### По време на Източната криза (1875 – 1878)
През юни 1876 – година след избухването на Херцеговинско-босненското въстание, княз Милан повежда война с Османската империя за освобождение на Босна. След неуспешни офанзиви в Санджак и към Бела паланка, войската му е принудена да премине към отбрана срещу по-многобройната и по-добре въоръжена османска армия, която окупира и опустошава Източна Сърбия. Въпреки това, под влиянието на руския генерал Михаил Черняев, Милан продължава войната, която завършва през октомври същата година с поражението при Джунис.
През 1877 година Милан и правителството му подготвят включване на Сърбия в Руско-турската война. През ноември край Крагуевац избухва войнишки бунт (Тополската буна), потушен бързо, но използван от Милан за разправа с един от политическите му противници – подполковник Еврем Маркович, който е разстрелян по недоказани обвинения за съпричастност към бунта.
Милан изчаква падането на Плевен, за да поднови бойните действия срещу османците. Тази война е успешна за сърбите, които завладяват Ниш и Южното Поморавие. В хода на Берлинския конгрес сръбското правителство затвърждава тези териториални придобивки с помощта на Австро-Унгария пряко волята на Русия. Берлинският договор премахва васалния статут на Сръбското княжество спрямо Османската империя и го превръща в независима държава.

### Външна политика (1878 – 1885)
След Берлинския договор княз Милан повежда политика на сближение с Австро-Унгария. През 1880 година между двете страни е договорено построяване на жп линия от Будапеща през Белград до Ниш и разклонения до българската и османската граница. Година по-късно е сключена и тайна политическа конвенция, с която Милан подчинява външната си политика на австро-унгарската дипломация, в замяна на подкрепата на Виена за династията на Обреновичите. По същото време е подписан и търговски договор, с който сръбското княжество е обвързано икономически с Двойната монархия.

### Вътрешна политика (1878 – 1885)
Проавстрийският курс на Милан го вкарва в конфликт с премиера Йован Ристич. След оставката на последния през 1880 година, князът се опира консерваторите (напредняци) начело с Милан Пирочанац. С тяхна помощ той постига договореностите с Австро-Унгария и се опитва да прокара вътрешнополитически мерки за укрепване на властта си, но среща силен отпор от нововъзникналата Радикална партия, която настоява за демократизация и засилване на парламента и местното самоуправление. Отношенията на княза с църквата също се изострят, поради русофилството на митрополит Михаил Белградски и съпротивата му срещу данъчното облагане на духовенството. През октомври 1881 година Михаил е свален от поста си, последван от подкрепилите го сръбски епископи.
На 22 февруари 1882 година Сърбия е обявена за кралство, а Милан получава международно признание на кралската си титла благодарение на австроунгарската подкрепа.
Също в началото на 1882 година разногласията между краля и Радикалната партия прерастват в бойкот на парламента от последната. На 11 октомври същата година е извършено неуспешно покушение срещу живота на Милан, станало известно като „Илкиния атентат“ по името на извършителката – близката на радикалите Елена (Илка) Маркович. След като на два пъти организира допълнителни избори, Милан успява да си осигури послушен парламент и да прокара закон за създаване на постоянна армия на мястото на съществувалата дотогава милиционна система. Радикалите подемат агитация срещу реформата, виждайки в новата армия инструмент на краля и допълнителна данъчна тежест за избирателите си от селското съсловие. На изборите през септември 1883 година те постигат пълна победа, което принуждава министър-председателя Пирочанац да подаде оставка. На негово място Милан назначава друг консерватор – Никола Христич, който разпорежда разоръжаване на селяните. Това предизвиква голямо въстание в Източна Сърбия – Тимошката буна. След потушаването му Милан разтуря Радикалната партия като затваря част от водачите ѝ, а други (сред които и Никола Пашич) са принудени да емигрират в България.

### Война с България
Въпросът за политическите емигранти и гранични спорове водят до влошаване на отношенията с българите, а Съединението на Княжество България и Източна Румелия подтиква Милан да търси териториални компенсации за сметка на западните български земи. През ноември 1885 година той напада България, но войските му търпят поражение при Сливница. Дипломатическата намеса на Австро-Унгария възпрепятства българското настъпление към Ниш и намеренията на Милан да абдикира. През февруари 1886 година е подписан Букурещкият мирен договор, с който е възстановено довоенното положение.
Отношенията с България се подобряват след преврата и контрапреврата в София през 1886 година. Крал Милан поддържа българското Регентство срещу Русия и сключва с него споразумение за уреждане на граничните спорове, емигрантския въпрос, търговските и железопътните връзки между двете държави.

### Нова конституция и абдикация
Поражението във войната с България дестабилизира властта на Милан и го принуждава да се помири с радикалите. През октомври 1888 година кралят свиква избори за Велика народна скупщина със задачата да изготви нова конституция на Сърбия. На 22 декември Скупщината, в която Радикалната партия има огромно мнозинство, утвърждава основния закон, който, съгласно договореностите между радикали, либерали и напредняци, ограничава властта на монарха и увеличава прерогативите на парламента. Скоро след това, на 22 февруари 1889 година, крал Милан абдикира в полза на сина си Александър Обренович.

## Късни години
След отказа от престола Милан се установява в Париж. През 1891 година Скупщината му отпуска значителна сума, в замяна на която той се отказва от сръбското си поданство и се ангажира да не се меси във вътрешните работи на страната, но през 1894 се завръща за около година в Сърбия и помага на крал Александър да отстрани либералите и радикалите от властта и да наложи личен режим.
През 1897 година, след още един престой в чужбина, Милан е назначен от сина си за главнокомандващ на сръбската армия. Оцелява при атентат, извършен от руски агент през юли 1899 година. През 1900 година Милан и Александър се скарват по повод женитбата на краля за Драга Машин и Милан напуска завинаги Сърбия. Установява се във Виена до края на живота си.